# Verizon Tennis Challenge 1987
Il Verizon Tennis Challenge 1987 è stato un torneo di tennis giocato sul cemento. È stata la 2ª edizione del torneo, che fa parte del Nabisco Grand Prix 1987. Si è giocato ad Orlando negli Stati Uniti dal 16 al 22 marzo 1987.

## Campioni

### Singolare maschile
Christo van Rensburg ha battuto in finale  Jimmy Connors con il punteggio di 6–3, 3–6, 6–1

### Doppio maschile
Kim Warwick /  Paul Annacone hanno battuto in finale  Christo van Rensburg /  Sherwood Stewart con il punteggio di 6–3, 3–6, 6–1